# 瑪麗亞寶螺
瑪麗亞寶螺（学名：Cypraea mariae）为寶螺科寶螺屬下的一个种。